# Sinagoga din Soroca
Sinagoga din Soroca este un lăcaș de cult evreiesc din orașul Soroca.
A fost construită în anul 1814 de către un membru al comunității hasidice. Clădirea cu un etaj al lăcașului are o suprafață de aproximativ 300 de metri pătrați. 